# Дутов, Александр Анатольевич
Алекса́ндр Анато́льевич Ду́тов (5 августа 1982, Богучар, СССР) — российский футболист, игравший на позиции полузащитника; тренер.

## Карьера
Воспитанник ДЮСШ Богучара. Первый тренер — А. Дутов. Карьеру начал в клубе «Олимпия», который на тот момент тренировал Леонид Слуцкий. В 2002 году подписал контракт с клубом «Уралан», в составе которого провёл 2 матча в высшей лиге. Также выступал за команды «Металлург-Кузбасс», «Волга» из Нижнего Новгорода, «Динамо» из Воронежа. Сезоны 2004, 2006, 2007, 2009, 2010 годов провёл в «Мордовии», в составе которой отыграл 122 матча.
Окончил Волгоградскую государственную академию физической культуры. Тренерскую карьеру начал в 2019 году в «Факеле». В 2022 году пополнил тренерский штаб Слуцкого в «Рубине».

## Достижения
- Победитель первенства Второго дивизиона (зона «Центр»): 2006
- Победитель первенства Второго дивизиона (зона «Урал-Поволжье»): 2009
- Обладатель Кубка ПФЛ: 2009
- Победитель первенства ПФЛ (зона «Центр»): 2013/14